# Renata Szynalska
Renata Grażyna Szynalska (ur. 14 października 1969 w Kaliszu) – polska polityk, posłanka na Sejm II, III i IV kadencji.

## Życiorys
W 2001 ukończyła studia na Wydziale Administracji Bałtyckiej Wyższej Szkoły Humanistycznej w Koszalinie (oddział w Jarocinie).
Od 1993 do 2005 przez trzy kadencje sprawowała mandat posła na Sejm z okręgów kaliskich: nr 14 i nr 36, wybierana z ramienia Sojuszu Lewicy Demokratycznej, z którego odeszła w trakcie IV kadencji. W 2005 nie ubiegała się o reelekcję i wycofała się z polityki.
W lutym 2006 została skazana na karę dwóch lat pozbawienia wolności z warunkowym zawieszeniem jej wykonania na pięcioletni okres próby oraz 7 tys. zł grzywny za spowodowanie w stanie nietrzeźwości w 2004 wypadku drogowego, w którym ranny został mieszkaniec Nadarzyna.